# Macromedia
Macromedia je bivša američka kompanija koja se bavila proizvodnjom softwarea za grafički i web dizajn. Osnovana je 1992. spajanjem dviju manjih kompanija - Authorware Inc. i MacroMind-Paracomp. Uredi su bili smješteni u San Franciscu, SAD.
Najpoznatiji proizvod Macromedije je Macromedia Studio (pojavilo se ukupno 8 izdanja programa, trenutna verzija nosi ime Macromedia Studio 8).
Programi u Studiu 8 su Flash 8 (animacija), Dreamweaver 8 (HTML editor), Fireworks 8 (grafički editor), FlashPaper 2 (PDF editor) i Contribute 3 (editor web sadržaja).
Macromedia prestaje postojati 3. prosinca 2005. Kupljena je od strane suparničke firme Adobe Systems za 3.4 milijarde američkih dolara($) zamjenom dionica.